# Црква Светог Петра у Богдашићима
Црква Светог Петра у Богдашићима, Бока которска, Црна Гора, је данас католичка црква и припада Которској бискупији.

## Историја
Лазар Томановић наводи натпис из ове цркве. Записао га је Франц Миклошич (Mon. Serbica). Наводи га у свом Шематизму од г. 1876. владика бококоторски Герасим. Натпис говори о томе да је цркву Св. Петра и Павла у Богдашићима саградио епископ зетски Теофит в области Св. Михајила в дни благочестивао и Богом државнаго господина краља Стефана Оуроша сина Првовјенчанаго краља Стефана, внука Св. Симеона Немање в љето 1269. Манастиру превлачком припадао је осим Луштице и Кртола сав онај предио, што лежи од Лепетана до Грбља, гдје се налази и село Богдашићи. То је област Светог Михајила, што се у натпису спомиње, а која се у народу звала и данас се зове Михољски збор.  У вријеме Лазара Томановића, као и данас, то је католичка црква. Католици не негирају натпис, али због чињенице да је преломљена, тврде да је ту касније дозидана.
Након тровања и рушења православног манастира архангела Михаила на Михољској превлаци, од стране Млечана, фалсификована је диплома, да би властела которска присвојила Михољски збор, тј. област манастира архангела Михаила. На основу те дипломе дужд млетачки Фоскари год. 1455. издаје наредбу против шизматика (православних) у дијецези которској у корист которског биксупа, да се натерају плаћати, који работају баштине и земље црквене, особито ових цркава: Св. Михајила и Св. Марије на Превлаци, Св. Гаврила и Св. Петра у Богдашићима, Св. Александра у Љешковићима, Св. Луке и Св. Николе у Луштици и свију других цркава и црквица, што је митрополит шизматички или славенски под собом држао. Тако је католички бискуп которски постао насљедник имовине православног владике зетског у Боки.   У то вријеме су многе цркве Боке прешле у католичке руке, па тако и ова.
Црква се налази на брежуљку Градац, на надморској висини од 145 метара. По католичкој верзији то је стара бенедиктинска црква, која је данас под заштитом Завода за заштиту културних споменика. У документима се спомиње у 13. вијеку, а могуће је да је и раније саграђена. Католици доказују да је ово био бенедиктински самостан, на основу писма папе Климента VI од 6. јануара 1346. који пише српском цару Душану да врати Которској бискупији цркве које је отео, а међу њима и Santi Petri de Gradez, Theiner II.